# Уайт, Джереми Аллен
Дже́реми А́ллен Уайт (англ. Jeremy Allen White; род. 17 февраля 1991, Бруклин, Нью-Йорк, США) — американский актёр. Наиболее известен по ролям Филлипа «Липа» Галлагера в сериале «Бесстыжие» (2011—2021) и шеф-повара Кармена «Карми» Берзатто в сериале «Медведь» (2022 — настоящее время). Обладатель трёх премий «Золотой глобус», двух «Эмми», трёх премий Гильдии киноактёров США и двух «Выбор критиков».

## Биография
Уайт родился 17 февраля 1991 года в Кэрролл Гарденсе, Бруклин, Нью-Йорк. В семье Элоизы Зейглер и Ричарда Уайта. В начальной школе Уайт занимался танцами — балетом, джазом и чечёткой. Поступив на новую танцевальную программу в средней школе в возрасте 13 лет, он передумал и решил заняться актёрским мастерством. Поступил в профессиональную школу исполнительских искусств в районе Адской кухни, Манхэттен.
Дебют Джереми как актёра состоялся в 2006 году в телесериале «Убеждение» и кинофильме «Прекрасный Огайо». В 2011 году получил одну из своих самых заметных ролей в телесериале «Бесстыжие», где исполнил роль Филлипа «Липа» Галлагера.  Также появился в сериале «Возвращение домой» в 2018 году.
С 2022 года исполняет главную роль в телесериале от Hulu «Медведь». Он играет проблемного, но талантливого нью-йоркского шеф-повара Кармена «Карми» Берзатто, который возвращается в свой родной город Чикаго, чтобы спасти обанкротившийся ресторан своего покойного брата.
Чтобы подготовиться к этой роли, он посещал занятия в Институте кулинарного образования вместе со своей коллегой по фильму Айо Эдебири. Эта роль принесла ему две премии «Золотой глобус» в категории «Лучший актёр в сериале — комедия или мюзикл» в 2023 и 2024 годах, а также три «Премии Гильдии киноактёров США» — две за лучшую мужскую роль в комедийном сериале (2023, 2024) и одну за лучший актёрский состав комедийного сериала (2024). В 2023 и 2024 году был удостоен премии «Эмми» за лучшую мужскую роль в комедийном сериале.
В январе 2024 года Уайт стал мировым представителем нижнего белья Calvin Klein. Для своей онлайн-кампании он использовал мужское нижнее белье из весенней коллекции бренда 2024 года, и менее чем за 48 часов реклама привлекла внимание СМИ на сумму 12,7 миллиона долларов.

## Личная жизнь
Уайт состоял в отношениях с актрисой Эддисон Тимлин. 18 октября 2019 года пара поженилась. Их дочь, Эзер Билли Уайт, родилась 20 октября 2018 года. Крёстной матерью Эзер Билли стала актриса Дакота Джонсон. 12 декабря 2020 года у пары родилась вторая дочь Долорес Уайлд Уайт. В мае 2023 года стало известно, что Эддисон Тимлин подала на развод. С 2023 по лето 2024 года состоял в отношениях с испанской певицей Розалией.

## Фильмография
| Год          |     | Русское название                    | Оригинальное название             | Роль                    |
| ------------ | --- | ----------------------------------- | --------------------------------- | ----------------------- |
| 2006         | ф   | Прекрасный Огайо                    | Beautiful Ohio                    | молодой Клайв           |
| 2006         | с   | Убеждение                           | Conviction                        | Джек Фелпс              |
| 2007         | ф   | Скорость жизни                      | The Speed of Life                 | Саммер                  |
| 2007         | кор | Аквариум                            | Aquarium                          | Дэвид                   |
| 2007—2008    | с   | Закон и порядок                     | Law & Order                       | Джереми/Энди Стил       |
| 2008         | кор | Четвёртый                           | The Fourth                        | Райан                   |
| 2008         | ф   | Выпускники                          | Afterschool                       | Дэйв                    |
| 2008         | кор | Глория и Эрик                       | Gloria & Eric                     | Эрик                    |
| 2010         | с   | Закон и порядок: Специальный корпус | Law & Order: Special Victims Unit | Майкл Паризи            |
| 2010         | ф   | Двенадцать                          | Twelve                            | Чарли                   |
| 2011—2021    | с   | Бесстыжие                           | Shameless                         | Филлип «Лип» Галлагер   |
| 2012         | ф   | Навсегда                            | The Time Being                    | Гас                     |
| 2013         | ф   | Муви 43                             | Movie 43                          | Кевин Миллер            |
| 2013         | ф   | Мы должны выбраться из этого места  | Bad Turn Worse                    | Бобби                   |
| 2014         | ф   | Гангста Love                        | Rob the Mob                       | Роберт                  |
| 2017         | кор | Преследуя тебя                      | Chasing You                       | Бен                     |
| 2018         | с   | Возвращение домой                   | Homecoming                        | Шрайер                  |
| 2018         | ф   | После всего                         | After Everything                  | Эллиотт                 |
| 2018         | кор | Cornflower                          | Лэдл                              |                         |
| 2020         | ф   | Кто не спрятался                    | The Rental                        | Джош                    |
| 2020         | ф   | Вьена и «Призраки»                  | Viena and the Fantomes            | Фредди                  |
| 2021         | с   | Бесстыжие: зал позора               | Shameless Hall of Shame           | Филлип «Лип» Галлагер   |
| 2021         | ф   | Мафия: Смертельная игра             | The Birthday Cake                 | Томмазо                 |
| 2022 — н. в. | с   | Медведь                             | The Bear                          | Кармен «Карми» Берзатто |
| 2023         | ф   | Фремонт                             | Fremont                           | Даниэль                 |
| 2023         | ф   | Ногти                               | Fingernails                       | Райан                   |
| 2023         | ф   | Стальная хватка                     | The Iron Claw                     | Керри фон Эрих          |
| 2025         | ф   | Избавь меня от небытия              | Deliver Me From Nowhere           | Брюс Спрингстин         |
| 2026         | ф   | Мандалорец и Грогу                  | The Mandalorian and Grogu         | Ротта Хатт              |
| 2026         | ф   | Враги                               | Enemies                           |                         |
|              | ф   | Ты не можешь победить               | You Can't Win                     | Улыбающийся             |

## Награды и номинации
| Год  | Ассоциация                   | Категория                                                        | Номинированная работа | Результат | Примечания |
| ---- | ---------------------------- | ---------------------------------------------------------------- | --------------------- | --------- | ---------- |
| 2014 | Выбор телевизионных критиков | Лучший актёр второго плана в комедийном сериале                  | Бесстыжие             | Номинация | [ 17 ]     |
| 2014 | Золотая малина               | Худший актёрский дуэт (вместе со всем актёрским составом)        | Муви 43               | Номинация | [ 18 ]     |
| 2023 | Выбор критиков               | Лучшая мужская роль в комедийном сериале                         | Медведь               | Победа    | [ 19 ]     |
| 2023 | Золотой глобус               | Лучшая мужская роль в комедийном сериале                         | Медведь               | Победа    | [ 20 ]     |
| 2023 | Спутник                      | Лучшая мужская роль в драматическом сериале                      | Медведь               | Номинация | [ 21 ]     |
| 2023 | Гильдия киноактёров Америки  | Лучшая мужская роль в комедийном сериале                         | Медведь               | Победа    | [ 22 ]     |
| 2023 | Гильдия киноактёров Америки  | Лучший актёрский состав в комедийном сериале                     | Медведь               | Номинация | [ 23 ]     |
| 2023 | Эмми                         | Лучшая мужская роль в комедийном сериале                         | Медведь               | Победа    | [ 24 ]     |
| 2023 | AACTA International Award    | Лучший актёр в сериале                                           | Медведь               | Номинация | [ 25 ]     |
| 2024 | Золотой глобус               | Лучшая мужская роль в комедийном сериале                         | Медведь               | Победа    | [ 26 ]     |
| 2024 | Выбор критиков               | Лучшая мужская роль в комедийном сериале                         | Медведь               | Победа    | [ 27 ]     |
| 2024 | Гильдия киноактёров Америки  | Лучшая мужская роль в комедийном сериале                         | Медведь               | Победа    | [ 28 ]     |
| 2024 | Гильдия киноактёров Америки  | Лучший актёрский состав в комедийном сериале                     | Медведь               | Победа    | [ 28 ]     |
| 2024 | AACTA International Award    | Лучший актёр в сериале                                           | Медведь               | Победа    | [ 29 ]     |
| 2024 | Спутник                      | Лучшую мужская роль в телевизионном сериале — комедия или мюзикл | Медведь               | Победа    | [ 30 ]     |
| 2024 | People’s Choice Awards       | Звезда сериалов среди мужчин                                     | Медведь               | Номинация | [ 31 ]     |
| 2024 | People’s Choice Awards       | Звезда комедийного сериала                                       | Медведь               | Победа    | [ 31 ]     |
| 2024 | Эмми                         | Лучшая мужская роль в комедийном сериале                         | Медведь               | Победа    | [ 32 ]     |